# El Corsari Negre
El Corsari negre (italià: Il Corsaro Nero) és una novel·la d'aventures de l'escriptor italià Emilio Salgari. És la primera obra del cicle dels Pirates del Carib.
L'acció es desenvolupa al mar Carib durant el segle xvii, els anys posteriors al 1686, època d'esplendor de la pirateria. Emilio de Roccanera, senyor de Ventimiglia, més conegut com el Corsari Negre, ha jurat una terrible venjança per la mort dels seus germans (el Corsari Roig i el Corsari Verd) a mans del governador de Maracaibo, el flamenc Van Guld. I a la seva croada personal, el destí posa al seu camí els ulls grisos d'una dona d'innegable bellesa que serà la seva...
L'escriptor Emilio Salgari va buscar la seva inspiració a l'obra sobre història de la pirateria d'Alexandre Olivier Exquemelin. El Corsari Negre, com passa sovint als protagonistes de les seves novel·les, s'enamora de la filla del seu enemic, Honorata de Van Guld, amb qui va viure un breu idil·li. Fruit del seu matrimoni va ser Yolanda, protagonista de la tercera novel·la, juntament amb l'antic lloctinent del Corsari, Morgan. En els dos darrers títols pren el relleu en el protagonisme de la sèrie Enrico di Ventimiglia (Enric de Ventimiglia), el fill del Corsari Roig.
Salgari no fa referència als seus personatges com als tradicionals pirates, que saquegen, maten i destrueixen amb la seva típica fama d'homes cruels sense valors. Parla, més aviat d'homes valents que lluiten per la justícia, que creuen en honor, honestedat i valor de la paraula. Dins la novel·la de Salgari sovint apareixen en forma de personatges, veritables pirates d'altres temps: Henry Morgan, El Olonés i Michel le basque. (anomenat el Basc)

## Argument
Emilio di Rocanera, corsari al navili Rayo i conegut pel sobrenom del Corsari Negre, es troba amb el biscaí Carmaux i Van Stiller, que li donen la mala notícia que el seu germà el Corsario Rojo ha estat penjat a Maracaibo pel seu gran enemic el governador Wan Guld. El Corsari Negre va per recuperar els seus cossos a Maracaibo amb els seus dos acompanyants i en el camí per la selva capturen un soldat espanyol, potser desertor, i es troben en una cabana un ermità negre i robust anomenat Moko, que ajudarà el Corsari Negre a recuperar el cadàver del seu germà, donar-li les degudes exèquies i fer-lo fora al mar al costat del seu altre germà mort, el Corsari Verd. Després d'aconseguir els cossos, adverteixen la seva presència i s'amaguen en una notaria; emmordassen el notari per evitar que els delati; un grup de persones intenten forçar l'entrada; però Carmaux posa un barril amb pólvora a la porta, li cala foc i surten tots fugint per les teulades de Maracaibo a la cabana de Moko; esperen alguns dies perquè la guàrdia costanera afluixi la seva vigilància, i quan poden tornar al Llampec, el Corsari Negre presideix les honres fúnebres, llança els cossos al mar i jura venjança contra tota la família de Wan Guld. Després va a buscar ajuda a l'illa Tortuga. Durant la derrota ataquen i capturen un vaixell espanyol amb una bella i noble jove a bord, Honorata Willerman, duquessa de Weltrendrem. S'aixeca captiva a Tortuga, on ha d'esperar el pagament del seu rescat. Atordit per la seva bellesa i esperit, el Corsari l'allibera i tots dos s'enamoren ràpidament.
El corsari busca aliances per saquejar Maracaibo i aconsegueix la de François l'Olonnais i la del Basc; en el violent assalt Maracaibo, el Corsari i els seus homes persegueixen Wan Guld i es troben amb indis que volien iniciar una guerra; els filibusters esperen de nit, apareixen els espanyols i els indis els maten; amb aquesta distracció no planejada aconsegueixen creuar la part més densa de la selva enmig de ferits, sorres movedisses i caníbals. Segueixen buscant Wan Guld i cada vegada es troben amb més espanyols morts, cosa que els fa pensar que per aquí van passar fins que arriben a la platja, on ven a Wan Guld pujar a una embarcació on aconsegueix fugir; no obstant això, Carmaux troba una xalupa a la sorra i els segueix fins a una illa on paren; apareix un vaixell espanyol i els corsaris intenten prendre'l de nit, però no ho aconsegueixen i capturen; el Comte de Lerma els allibera, el Corsari s'uneix a l'Olonès ia Moko per apoderar-se de Gibraltar (Zulia), un ric port comercial a l'angosta badia de Maracaibo. Quan entren al castell, el Corsari mata el Comte de Lerma per ser espanyol, ja que havia jurat matar tot espanyol a Gibraltar. Aconsegueixen apoderar-se d'aquesta població, però Wan Guld aconsegueix fugar; al port ho esperen Morgan i Honorata i és allà on s'assabenta que aquesta es filla de Wan Guld. Desesperat alhora per l'amor i per la venjança jurada contra la família de Wan Guld, i dividit entre l'honor i l'amor, embarca la jove en un pot salvavides i l'abandona al mar com un dolor enorme. La novel·la acaba amb les paraules de Carmaux al seu amic van Stiller: «Mira cap amunt! El corsari negre està larant». Va ser l'únic amor de la vida